# 2485 Scheffler
A 2485 Scheffler (ideiglenes jelöléssel 1932 BH) egy kisbolygó a Naprendszerben. Karl Wilhelm Reinmuth fedezte fel 1932. január 29-én, Heidelbergben.